# Urzica australiană

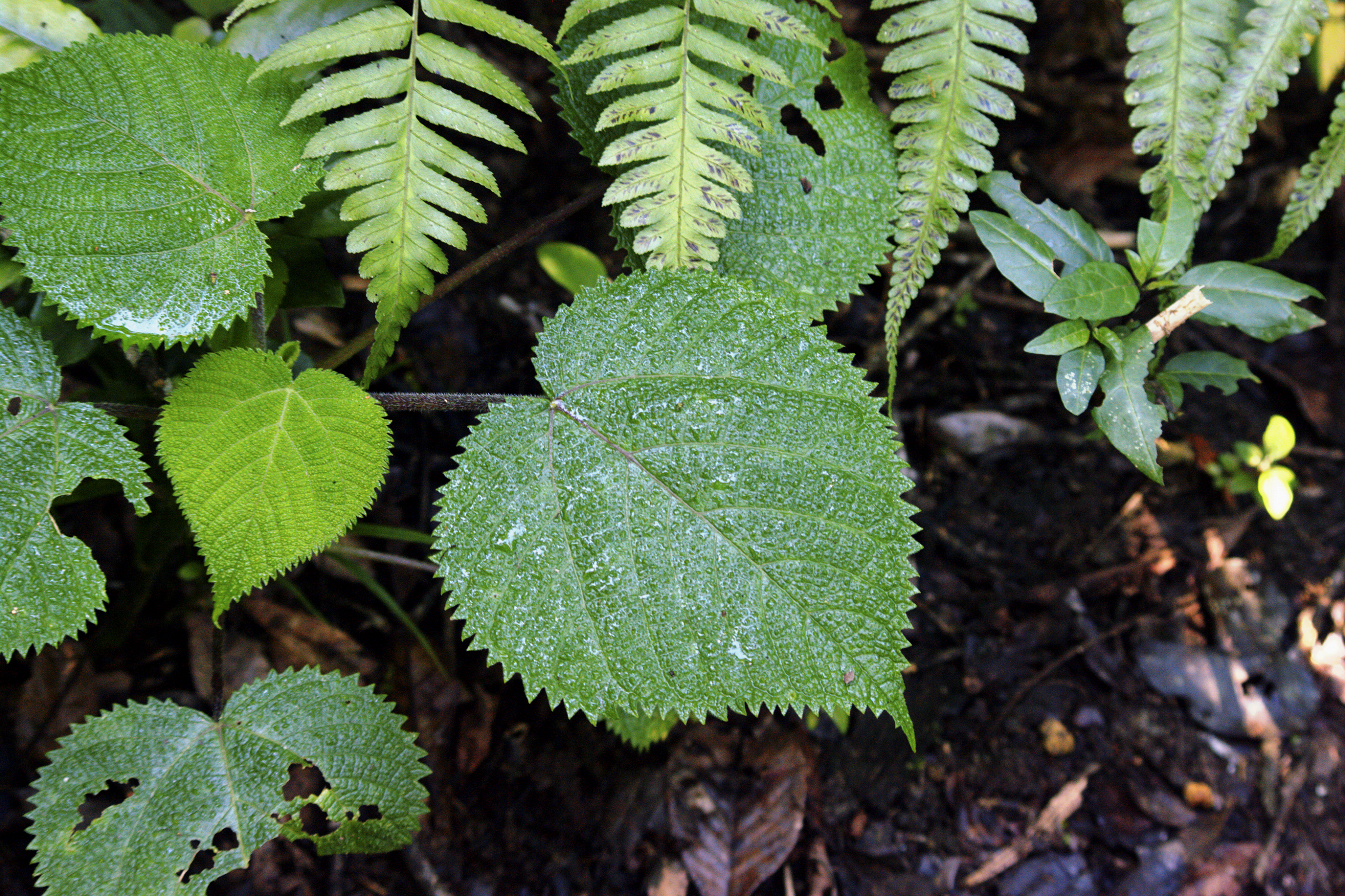
Dendrocnide moroides

Urzica australiană (Dendrocnide moroides), este mai puțin cunoscută, ea face parte din specia Dendrocnide  familia (Urticaceae). Este o specie de urzică mare care crește ca arbust sau arbore și care a fost întâlnită în Australia. Dacă atingerea unei urzici cunoscute este neplăcută, atingerea unei frunze a urzicii australiene poate duce la o durere deosebit de intensă și internare a persoanei implicate în spital. 

## Răspândire
Planta a fost întâlnită mai ales în pădurile ecuatoriale din Queensland, Australia, dar mai apare și pe Insulele Moluce și în Indonezia.

## Descriere
Urzica australiană crește sub formă de arbuști sau arbori atingând înălțimi între 4 și 10 m. Planta este acoperită cu perișorii caracteristici urzicilor. 
Perișorii plantei la atingere chiar prin îmbrăcăminte injectează prin pielea persoanei o substanță nocivă, care produce un efect intens de durere arzătoare și de mâncărime (prurit), care poate dura de la câteva zile, în unele cazuri la câteva săptămâni. Numeroase animale din Australia sunt imune la otravă, unele chiar consumă urzica.